# Dokkhin Szahbadźpur Dip
Dokkhin Szahbadźpur Dip, zwana też Bhola (beng. দক্ষিণ শাহবাজপুর দ্বীপ, ভোলা; ang. Dakshin Shahbazpur Island) – największa wyspa Bangladeszu położona w Zatoce Bengalskiej, u ujścia rzek Meghna na wschodzie i Tetulija na zachodzie (obydwie w części delty Gangesu i Brahmaputry). Ma powierzchnię 1441 km² i wymiary ok. 90 km na ok. 15 km. Stanowi większość obszaru dystryktu Bhola w prowincji Barisal. Z populacją ok. 1,7 mln mieszkańców (2001) jest 38 wyspą pod względem liczby ludności na świecie. Na wyspę można dotrzeć za pomocą promu. Można na niej znaleźć dość dobrze rozwiniętą infrastrukturę, w tym źródła gazu.
W listopadzie 1975 roku stała się miejscem jednej z ostatnich w XX wieku epidemii ospy prawdziwej. W 1995 roku mniej więcej połowa wyspy znalazła się pod wodą, pozostawiając ok. 500 tys. ludzi bez dachu nad głową. Równie katastrofalny dla wyspy był cyklon Bhola z 1970 roku.